# Prelatura territoriale di Alto Xingu-Tucumã
La prelatura territoriale di Alto Xingu-Tucumã (in latino Praelatura territorialis Xinguensis Superioris-Tucumanensis in Brasilia) è una sede della Chiesa cattolica in Brasile suffraganea dell'arcidiocesi di Santarém. Nel 2023 contava 166.000 battezzati su 259.000 abitanti. È retta dal vescovo Jesús María López Mauléon, O.A.R.

## Territorio
La prelatura territoriale comprende 6 comuni dello stato brasiliano di Pará: Água Azul do Norte, Bannach, Cumaru do Norte, Ourilândia do Norte, São Félix do Xingu e Tucumã.
Sede prelatizia è la città di Tucumã, dove si trova la cattedrale di Nostra Signora Aparecida.
Il territorio si estende su 139.418 km² ed è suddiviso in 7 parrocchie.

## Storia
La prelatura territoriale è stata eretta il 6 novembre 2019 da papa Francesco con la bolla Super humanas vires, ricavandone il territorio dalla prelatura territoriale di Xingu, contestualmente soppressa, e dalla diocesi di Marabá. Contestualmente ha proclamato la Beata Maria Vergine, venerata con il titolo di Nostra Signora Aparecida, patrona principale della diocesi.

## Cronotassi dei vescovi
Si omettono i periodi di sede vacante non superiori ai 2 anni o non storicamente accertati.
- Jesús María López Mauléon, O.A.R., dal 6 novembre 2019

## Statistiche
La prelatura territoriale nel 2023 su una popolazione di 259.000 persone contava 166.000 battezzati, corrispondenti al 64,1% del totale.
| anno | popolazione | popolazione | popolazione | presbiteri | presbiteri | presbiteri | presbiteri                | diaconi | religiosi | religiosi | parrocchie |
| anno | battezzati  | totale      | %           | numero     | secolari   | regolari   | battezzati per presbitero | diaconi | uomini    | donne     | parrocchie |
| ---- | ----------- | ----------- | ----------- | ---------- | ---------- | ---------- | ------------------------- | ------- | --------- | --------- | ---------- |
| 2019 | 130.000     | 238.424     | 54,5        | 10         | 1          | 9          | 13.000                    |         |           | 5         | 5          |
| 2020 | 179.385     | 254.482     | 70,5        | 11         | 3          | 8          | 16.308                    |         | 8         | 6         | 7          |
| 2021 | 164.064     | 254.882     | 64,4        | 12         | 1          | 11         | 13.672                    |         | 11        | 5         | 7          |
| 2023 | 166.000     | 259.000     | 64,1        | 11         | 4          | 7          | 15.090                    |         | 7         | 5         | 7          |